# Члены-корреспонденты АПН РСФСР, АПН СССР и РАО
Полный список членов-корреспондентов Академии (АПН РСФСР, АПН СССР, РАО)

## Члены-корреспонденты Академии педагогических наук РСФСР (АПН РСФСР), утверждённые в 1944 году
1. Галанин, Дмитрий Дмитриевич (1886—1978)
2. Головин, Николай Михайлович (1889—1954)
3. Гончаров, Василий Леонидович (1896—1955)
4. Знаменский, Пётр Алексеевич (1878—1968)
5. Коваленко, Борис Игнатьевич (1890—1969)
6. Кречетович, Лев Мелхиседекович (1878—1956)
7. Марков, Владимир Николаевич (1884—1945)

## Члены-корреспонденты Академии педагогических наук РСФСР (АПН РСФСР), избранные в 1945—1965 годах
1. Абакумов, Сергей Иванович (1890—1949)
2. Абас-заде, Абаскули Агабала оглы (1906—1969)
3. Азбукин, Дмитрий Иванович (1883—1953)
4. Андронов, Иван Козьмич (1894—1975)
5. Арнольд, Игорь Владимирович (1900—1948)
6. Болтянский, Владимир Григорьевич (1925—2019)
7. Боскис, Рахиль Марковна (1902—1976)
8. Брадис, Владимир Модестович (1890—1975)
9. Бровиков, Иван Семёнович (1916—1981)
10. Варсанофьева, Вера Александровна (1902—1976)
11. Верзилин, Николай Михайлович (1903—1984)
12. Волковский, Александр Николаевич (1889—1968)
13. Воронин, Леонид Григорьевич (1908—1983)
14. Воронцов-Вельяминов, Борис Александрович (1904—1994)
15. Ганелин, Шолом Израилевич (1894—1974)
16. Ганшина, Клавдия Александровна (1881—1952)
17. Гвоздев, Александр Николаевич (1892—1959)
18. Генкель, Павел Александрович (1903—1985)
19. Глориозов, Павел Александрович (1901—1978)
20. Гореславский, Степан Иванович (1918—2003)
21. Данилов, Михаил Александрович (1899—1973)
22. Добромыслов, Василий Алексеевич (1892—1965)
23. Дубынин, Леонид Александрович (1907—1975)
24. Есипов, Борис Петрович (1894—1967)
25. Есипова-Воскресенская, Александра Ильинична (1890—1966)
26. Ефимов, Алексей Владимирович (1896—1971)
27. Жураковский, Геннадий Евгеньевич (1894—1955)
28. Зворыкин, Борис Сергеевич (1904—1991)
29. Кассиль, Лев Абрамович (1905—1970)
30. Кедров, Бонифатий Михайлович (1903—1985)
31. Кекчеев, Крикор Хачатурович (1893—1948)
32. Кинкулькин, Альберт Тимофеевич (1917—2009)
33. Кондаков, Вадим Александрович (1886—1959)
34. Кропачёва, Мария Вячеславовна (1909—1962)
35. Крымская, Вера Петровна (1896—1963)
36. Лавров, Александр Николаевич (1891—1971)
37. Ларичев, Павел Николаевич (1892—1963)
38. Ломов, Борис Фёдорович (1927—1989)
39. Львов, Константин Иванович (1895—1950)
40. Менчинская, Наталия Александровна (1905—1984)
41. Микельсон, Роберт Мартынович (1889—1973)
42. Мясищев, Владимир Николаевич (1893—1973)
43. Натадзе, Реваз Григорьевич (1903—1984)
44. Новиков, Иван Кузьмич (1891—1959)
45. Огородников, Иван Трофимович (1900—1976)
46. Павлова, Мария Ивановна (1907—1968)
47. Перепёлкин, Дмитрий Иванович (1900—1954)
48. Пёрышкин, Александр Васильевич (1902—1983)
49. Петрова, Евгения Николаевна (1886—1961)
50. Пинт, Александр Оскарович (1910—1984)
51. Познанский, Николай Фёдорович (1888—1952)
52. Половинкин, Александр Александрович (1887—1955)
53. Рау, Фёдор Андреевич (1868—1957)
54. Рахманов, Игорь Владимирович (1906—1980)
55. Ривес, Соломон Маркович (1892—1953)
56. Рудик, Пётр Антонович (1893—1983)
57. Русько, Алексей Никитич (1906—1964)
58. Рыбников, Николай Александрович (1880—1961)
59. Сантросян, Мушег Айрапетович (1894—1972)
60. Сердюченко, Георгий Петрович (1904—1965)
61. Сироткин, Михаил Яковлевич (1908—1970)
62. Скипин, Георгий Васильевич (1900—1964)
63. Смирнов, Василий Захарович (1899—1962)
64. Соколов, Константин Никитич (1901—1970)
65. Соловьёв, Александр Иванович (1907—1983)
66. Стражев, Алексей Иванович (1888—1961)
67. Струминский, Василий Яковлевич (1880—1967)
68. Сухомлинский, Василий Александрович (1918—1970)
69. Усова, Александра Платоновна (1898—1965)
70. Фазлуллин, Мухаметхан Ашрафзянович (1883—1964)
71. Фирсов, Георгий Петрович (1892—1961)
72. Флёрина, Евгения Александровна (1888—1952)
73. Ходаков, Юрий Владимирович (1901—1976)
74. Цветков, Леонид Александрович (1909—1993)
75. Чавдаров, Савва Христофорович (1892—1962)
76. Шеварёв, Пётр Алексеевич (1892—1972)
77. Шевченко, Прасковья Андреевна (1887—1983)
78. Шимбирёв, Павел Николаевич (1883—1960)
79. Эльконин, Даниил Борисович (1904—1984)
80. Янцов, Анатолий Иванович (1913—1970)
81. Яхонтов, Александр Александрович (1879—1973)

## Члены-корреспонденты Академии педагогических наук СССР (АПН СССР), избранные в 1966—1991 годах
1. Абецедарский, Лаврентий Семёнович (1916—1975)
2. Азизов, Атакузи Азизович (1910—2005)
3. Айманов, Кенжалы (1917—1974)
4. Александров, Николай Васильевич (педагог) (1922—1980)
5. Алексеев, Алексей Николаевич (1919—1999)
6. Алексеева, Вера Васильевна (1930—2009)
7. Алексин, Анатолий Георгиевич (1924—2017)
8. Антропова, Мета Васильевна (1915—2011)
9. Аскарова, Мазлума Аскаровна (1924—2010)
10. Ахмедов, Гусейн Мустафа оглы (1926—2020)
11. Балтабаев, Мукаш Руставлетович (1921—2020)
12. Беленький, Геннадий Исаакович (1918—2014)
13. Белоусов, Валентин Данилович (1925—1988)
14. Бобко, Игорь Максимович (1930—2012)
15. Боборыкин, Александр Дмитриевич (1916—1988)
16. Богданова, Ольга Сергеевна (1921—1993)
17. Булгакова, Нина Жановна (род. 1926)
18. Буравихин, Виктор Анатольевич (1931—1999)
19. Валесян, Ламвел Акопович (1929—2009)
20. Верченко, Иван Яковлевич (1907—1995)
21. Вишняков, Александр Степанович (1914—2004)
22. Войтко, Виталий Иванович (1927—1989)
23. Волович, Леонид Аркадьевич (1931—2020)
24. Воробьёв, Александр Акимович (1909—1981)
25. Глезерман, Григорий Ерухимович (1907—1980)
26. Грушин, Борис Андреевич (1929—2007)
27. Демиденко, Василий Куприянович (1929—2004)
28. Дудников, Алексей Виссарионович (1916—1994)
29. Думченко, Николай Ильич (1916—1985)
30. Жиделев, Михаил Александрович (1914—1983)
31. Захаренко, Александр Антонович (1937—2002)
32. Иванов, Александр Фёдорович (1925—2009)
33. Ильенко, Сакмара Георгиевна (1923—2019)
34. Иманов, Саади Шахсатдин оглы (1924/1926—2011)
35. Кадыров, Имиджан Кадырович (1916—1976)
36. Калнберзина, Анна Михайловна (1917—1993)
37. Караковский, Владимир Абрамович (1932—2015)
38. Католиков, Александр Александрович (1941—1996)
39. Кирабаев, Серик Смаилович (1927—2021)
40. Кожевников, Евгений Михайлович (1923—2002)
41. Кожухов, Юрий Вячеславович (1921—1982)
42. Кольцова, Марионилла Максимовна (1915—2006)
43. Кондратенков, Александр Ерофеевич (1921—1992)
44. Кононенко, Виталий Иванович (1933—2024)
45. Кооп, Арнольд Викторович (1922—1988)
46. Коротов, Виктор Михайлович (1928—2000)
47. Кузьмина, Нина Васильевна (род. 1923)
48. Кулюткин, Ювеналий Николаевич (1932—2002)
49. Кунантаева, Куляш Кунантаевна (1931—2024)
50. Леонова, Людмила Александровна (1932—2013)
51. Львов, Михаил Ростиславович (1927—2015)
52. Магомедов, Ахмед Магомедович (1930—1991)
53. Марьенко, Иван Сергеевич (1912—1992)
54. Матушкин, Семён Егорович (1922—2015)
55. Митрофанова, Ольга Даниловна (1930—2019)
56. Монахов, Вадим Макариевич (1936—2019)
57. Москальская, Ольга Ивановна (1914—1982)
58. Небылицын, Владимир Дмитриевич (1930—1972)
59. Нестеренко, Анна Дмитриевна (1924—2014)
60. Петров, Александр Петрович (1926—1995)
61. Проколиенко, Людмила Никитична (1927—1989)
62. Проскуряков, Владимир Александрович (1919—2006)
63. Пышкало, Анатолий Михайлович (1919—2000)
64. Раяцкас, Владас Ионович (1927—2006)
65. Садыков, Токмухамед Сальменович (1938—2009)
66. Сембаев, Абдыхамит Ибнеевич (1905—1989)
67. Симонян, Шаварш Степанович (1912—1974)
68. Сунцов, Николай Степанович (1914—1987)
69. Умрейко, Степан Андреевич (1908—1978)
70. Фураев, Виктор Константинович (1921—1999)
71. Хамраев, Маратбек Каримович (1936—1983)
72. Хелемендик, Виктор Сергеевич (род. 1934)
73. Худоминский, Пётр Владимирович (1930—2007)
74. Чепелев, Виталий Иванович (1918—1999)
75. Черник, Спартак Андреевич (1924—1983)
76. Шамова, Татьяна Ивановна (1924—2010)
77. Шарапов, Герман Владимирович (1926—1982)
78. Шаров, Юрий Владимирович (1912—1975)
79. Шварцбурд, Семён Ицкович (1918—1996)
80. Щербина, Владимир Родионович (1908—1989)
81. Щукина, Галина Ивановна (1908—1994)
82. Юсов, Борис Петрович (1934—2003)
83. Яковлев, Геннадий Николаевич (1936—2007)

## Члены-корреспондентыРАО, утверждённые в 1992 году
1. Абрамов, Александр Михайлович (1946—2015)
2. Алексеев, Никита Глебович (1932—2003)
3. Валицкая, Алиса Петровна (род. 1936)
4. Вяткин, Бронислав Александрович (род. 1935)
5. Вяткин, Леонид Григорьевич (1933—2005)
6. Газман, Олег Семёнович (1936—1996)
7. Гендин, Александр Моисеевич (1930—2015)
8. Гершензон, Евгений Михайлович (1930—2001)
9. Гладкий, Юрий Никифорович (род. 1943)
10. Гозова, Александра Петровна (1923—1994)
11. Григорьев, Святослав Иванович (1948—2019)
12. Дмитриенко, Валерий Александрович (1938—2011)
13. Дьяченко, Ольга Михайловна (1948—1998)
14. Жафяров, Акрям Жафярович (род. 1939)
15. Залевский, Генрих Владиславович (1938—2021)
16. Зуев, Дмитрий Дмитриевич (1926—2013)
17. Кокорев, Евгений Михайлович (1940—2013)
18. Кузьмин, Михаил Николаевич (1931—2023)
19. Лимонов, Юрий Александрович (1933—2006)
20. Логвинов, Игорь Иосифович (1933—2014)
21. Мацковский, Михаил Семёнович (1945—2002)
22. Мудрик, Анатолий Викторович (род. 1941)
23. Никитина, Маргарита Ивановна (1937—__)
24. Одиноков, Виктор Георгиевич (1924—2016)
25. Попов, Виктор Валентинович (род. 1948)
26. Раздымалин, Иван Фёдорович (1924—2016)
27. Симоненко, Виктор Дмитриевич (1937—2006)
28. Старцев, Виталий Иванович (1931—2000)
29. Терентьева, Наталия Алексеевна (1941—2005)
30. Тихомиров, Валерий Викторович (род. 1944)
31. Фалалеев, Альберт Николаевич (род. 1930)

## Члены-корреспондентыРАО, избранные с 1993 года
1. Акишина, Екатерина Михайловна (род. 1973)
2. Александров, Игорь Александрович (1932—2017)
3. Алёхин, Игорь Алексеевич (род. 1960)
4. Алмазова, Надежда Ивановна (род. 1952)
5. Ариарский, Марк Ариевич (1928—2018)
6. Аристер, Николай Иванович (1947—2021)
7. Ахияров, Камиль Шаехмурзинович (род. 1930)
8. Байрамов, Вагиф Дейрушевич (род. 1957)
9. Балыхин, Григорий Артёмович (род. 1946)
10. Бальсевич, Вадим Константинович (1932—2016)
11. Барабанщиков, Владимир Александрович (род. 1949)
12. Барабанщикова, Валентина Владимировна (род. 1980)
13. Баранников, Анатолий Витальевич (род. 1951)
14. Бартош, Николай Олегович (род. 1956)
15. Батышев, Александр Сергеевич (род. 1946)
16. Бауэр, Елена Анатольевна (род. 1972)
17. Бездухов, Владимир Петрович (род. 1948)
18. Безрогов, Виталий Григорьевич (1959—2019)
19. Блеер, Александр Николаевич (род. 1967)
20. Блинов, Владимир Игоревич (род. 1964)
21. Богданов, Сергей Игоревич (род. 1956)
22. Богуславский, Михаил Викторович (род. 1955)
23. Бозиев, Руслан Сахитович (род. 1954)
24. Бочарова, Валентина Георгиевна (род. 1938)
25. Братусь, Борис Сергеевич (род. 1945)
26. Брель, Елена Юрьевна (род. 1971)
27. Буганов, Виктор Иванович (1928—1996)
28. Булатов, Владимир Николаевич (1946—2007)
29. Бунеев, Рустэм Николаевич (род. 1957)
30. Бурганов, Рафис Тимерханович (род. 1961)
31. Васильев, Владимир Николаевич (род. 1951)
32. Васильев, Юрий Васильевич (1937—1997)
33. Васильев, Юрий Константинович (1930—1999)
34. Вендровская, Регина Борисовна (1931—2014)
35. Виноградова, Наталья Фёдоровна (род. 1937)
36. Волов, Вячеслав Теодорович (род. 1952)
37. Врублевская, Елена Геннадьевна (род. 1966)
38. Вульфсон, Борис Львович (1920—2016)
39. Гаязов, Альфис Суфиянович (род. 1956)
40. Глебова, Любовь Николаевна (род. 1960)
41. Гогоберидзе, Александра Гививна (род. 1962)
42. Годунов, Игорь Валентинович (род. 1963)
43. Голохваст, Кирилл Сергеевич (род. 1980)
44. Горецкий, Всеслав Гаврилович (1924—2009)
45. Григорьев, Сергей Георгиевич (род. 1952)
46. Грохольская, Ольга Глебовна (род. 1956)
47. Груздев, Михаил Владимирович (род. 1964)
48. Данилов, Дмитрий Алексеевич (1935—2020)
49. Данильчук, Валерий Иванович (1941—2014)
50. Данилюк, Александр Ярославович (род. 1961)
51. Данюшенков, Владимир Степанович (род. 1951)
52. Демидова, Марина Юрьевна (род. 19__)
53. Дмитриев, Юрий Альбертович (1957—2016)
54. Дорошков, Владимир Васильевич (род. 1956)
55. Дубровинская, Наталия Вадимовна (род. 1936)
56. Евсеев, Сергей Петрович (род. 1950)
57. Егорова, Марина Сергеевна (род. 1952)
58. Ерошин, Владимир Иванович (род. 1949)
59. Ершова, Татьяна Борисовна (род. 1970)
60. Ефремова, Галина Ивановна (род. 1968)
61. Ёрохов, Николай Александрович (1941—2002)
62. Ждан, Антонина Николаевна (род. 1934)
63. Журов, Юрий Васильевич (1934—2009)
64. Забелин, Алексей Григорьевич (род. 1949)
65. Загузов, Николай Иванович (1956—2007)
66. Закрепина, Алла Васильевна (род. 1963)
67. Замалетдинов, Радиф Рифкатович (род. 1969)
68. Зеер, Эвальд Фридрихович (род. 1938)
69. Золотарёва, Ангелина Викторовна (род. 1956)
70. Зотова, Ольга Юрьевна (род. 1973)
71. Ибрагимов, Гасан-Гусейн Ибрагимович (род. 1950)
72. Иоанн (Экономцев) (род. 1939)
73. Казакова, Елена Ивановна (род. 1958)
74. Каленчук, Мария Леонидовна (род. 1955)
75. Калимуллина, Ольга Анатольевна (род. 1970)
76. Калмыков, Степан Владимирович (род. 1950)
77. Каменская, Валентина Георгиевна (род. 1947)
78. Карабанова, Ольга Александровна (род. 1952)
79. Караяни, Александр Григорьевич (род. 1955)
80. Карпов, Анатолий Викторович (род. 1956)
81. Кикоть, Владимир Яковлевич (1952—2013)
82. Кларин, Михаил Владимирович (род. 1951)
83. Клобукова, Любовь Павловна (род. 1950)
84. Коблев, Якуб Камболетович (1939—2012)
85. Кобылянский, Виктор Аполлонович (1942—2007)
86. Ковязина, Мария Станиславовна (род. 1946)
87. Козырев, Владимир Алексеевич (род. 1947)
88. Комарова, Юлия Александровна (род. 1962)
89. Кондаков, Александр Михайлович (род. 1958)
90. Кондратьев, Михаил Юрьевич (1956—2015)
91. Копытов, Анатолий Дмитриевич (род. 1953)
92. Коротков, Александр Михайлович (род. 1951)
93. Котова, Изабелла Борисовна (1939—2021)
94. Кривошеев, Владимир Филиппович (1947—2018)
95. Кубрушко, Пётр Фёдорович (род. 1952)
96. Куликова, Людмила Викторовна (род. 1961)
97. Кураев, Григорий Асвадурович (1937—2004)
98. Курнешова, Лариса Евгеньевна (1950—2024)
99. Кутафин, Олег Емельянович (1937—2008)
100. Лазебникова, Анна Юрьевна (род. 1950)
101. Лазуренко, Светлана Борисовна (род. 1969)
102. Ларченкова, Людмила Анатольевна (род. 1967)
103. Лебедев, Олег Ермолаевич (род. 1933)
104. Лейбович, Александр Наумович (род. 1955)
105. Лисов, Василий Иванович (род. 1952)
106. Лисовский, Владимир Тимофеевич (1929—2002)
107. Луканкин, Геннадий Лаврович (1937—2006)
108. Лукацкий, Михаил Абрамович (род. 1959)
109. Лукин, Геннадий Иванович (1937—2021)
110. Магометов, Ахурбек Алиханович (род. 1936)
111. Маллаев, Джафар Михайлович (род. 1949)
112. Маранцман, Владимир Георгиевич (1932—2007)
113. Матыцин, Олег Васильевич (род. 1964)
114. Мачинская, Регина Ильинична (род. 1953)
115. Машбиц, Яков Григорьевич (1928—1997)
116. Медведев, Владимир Михайлович (1938—2014)
117. Мекеко, Наталья Михайловна (род. 1964)
118. Минцаев, Магомед Шавалович (род. 1979)
119. Мовсумзаде, Эльдар Мирсамедович (род. 1948)
120. Моросанова, Варвара Ильинична (род. 1948)
121. Мухаметзянова, Фарида Шамилевна (род. 1965)
122. Назарова, Татьяна Сергеевна (род. 1938)
123. Овчинников, Анатолий Владимирович (род. 19__)
124. Омарова, Наида Омаровна (род. 1968)
125. Орешкина, Анна Константиновна (род. 1952)
126. Оржековский, Павел Александрович (род. 1955)
127. Осмоловская, Ирина Михайловна (род. 19__)
128. Осовский, Ефим Григорьевич (1930—2004)
129. Павлов, Игорь Сергеевич (род. 1973)
130. Панов, Виктор Иванович (род. 1945)
131. Пастухова, Лариса Сергеевна (род. 1983)
132. Перелыгина, Елена Борисовна (1950—2020)
133. Петровская, Лариса Андреевна (1937—2006)
134. Петровский, Вадим Артурович (род. 1950)
135. Пидкасистый, Павел Иванович (1926—2013)
136. Пинский, Аркадий Аронович (1922—1997)
137. Писарева, Светлана Анатольевна (род. 1965)
138. Позднякова, Оксана Константиновна (род. 1970)
139. Полозова, Тамара Дмитриевна (1928—2018)
140. Полонский, Валентин Михайлович (род. 1938)
141. Полянский, Игорь Алексеевич (род. 1968)
142. Проворов, Александр Сергеевич (1947—2014)
143. Раднаев, Эрхито Раднаевич (1930—2014)
144. Разина, Татьяна Валерьевна (род. 1977)
145. Реморенко, Игорь Михайлович (род. 1971)
146. Розов, Николай Христович (1938—2020)
147. Рубин, Юрий Борисович (род. 1956)
148. Рябов, Виктор Васильевич (1937—2025)
149. Савенкова, Любовь Григорьевна (род. 1959)
150. Сайко, Эди Викторовна (1932—2023)
151. Салимова, Кадрия-Уркел Исмаил кызы (1924—2013)
152. Самойленко, Пётр Иванович (1936—2017)
153. Саранцев, Геннадий Иванович (1938—2019)
154. Сасова, Ира Абрамовна (1934—2013)
155. Сауров, Юрий Аркадьевич (род. 1947)
156. Симонов, Евгений Рубенович (1925—1994)
157. Слободчиков, Виктор Иванович (род. 1944)
158. Смирнов, Игорь Павлович (род. 1941)
159. Солнцева, Людмила Ивановна (1927—2009)
160. Соловьёва, Татьяна Александровна (род. 1979)
161. Сорокоумова, Светлана Николаевна (род. 1972)
162. Сыманюк, Эльвира Эвальдовна (род. 1967)
163. Сытник, Александр Александрович (род. 1957)
164. Таланчук, Николай Михайлович (1936—1999)
165. Танзян, Сёма Амазаспович (1926—2020)
166. Титова, Ирина Михайловна (1954—2007)
167. Толстых, Александр Валентинович (1953—1997)
168. Трайтак, Дмитрий Илларионович (1927—2005)
169. Тя-Сен, Юрий Алексеевич (1941—2019)
170. Ульянина, Ольга Александровна (род. 1982)
171. Федякина, Лидия Васильевна (род. 1980)
172. Филиппова, Людмила Васильевна (род. 1942)
173. Фомина, Наталья Николаевна (род. 1944)
174. Фрадкин, Феликс Аронович (1933—1993)
175. Хайкин, Валерий Леонидович (1958—2024)
176. Харисов, Фарис Фахразович (род. 1956)
177. Хачикян, Елена Ивановна (род. 1963)
178. Хворостов, Дмитрий Анатольевич (род. 1967)
179. Хейфец, Павел Соломонович (1931—2003)
180. Хеннер, Евгений Карлович (род. 1946)
181. Хуснутдинова, Эльза Камилевна (род. 1954)
182. Хуторской, Андрей Викторович (род. 1959)
183. Чекалева, Надежда Викторовна (род. 1953)
184. Чекмарёв, Василий Владимирович (род. 1951)
185. Чистякова, Светлана Николаевна (1939—2019)
186. Чумаченко, Татьяна Александровна (род. 1958)
187. Шайденко, Надежда Анатольевна (1952—2024)
188. Шакурова, Марина Викторовна (род. 1962)
189. Шилова, Мария Ивановна (1933—2015)
190. Шматко, Алексей Дмитриевич (род. 1969)
191. Шорохов, Евгений Васильевич (1935—2010)
192. Шрайберг, Яков Леонидович (род. 1952)
193. Яницкий, Михаил Сергеевич (род. 1966)
194. Ярычев, Насруди Увайсович (род. 1983)